# DREAM.14
DREAM.14（ドリーム・フォーティーン）は、日本の総合格闘技イベント「DREAM」の大会の一つ。2010年5月29日、埼玉県さいたま市のさいたまスーパーアリーナで開催された。
当初はリングでの開催が予定されていたが、4月27日にケージに変更されることが発表された。

## 大会概要
メインイベントではニック・ディアスが桜井"マッハ"速人に腕ひしぎ十字固めで一本勝ちを収めた。
山本"KID"徳郁がキコ・ロペスにKO勝ち。2007年12月31日以来2年5か月ぶりの勝利となった。
第6試合前の休憩明けには、DREAM.15でDREAMライト級タイトルマッチ青木真也 vs. 川尻達也が行われることが発表された。
フェザー級ワンマッチが5試合組まれたが、契約体重がすべて異なっていた。

## 試合結果
第1試合 無差別級ワンマッチ 5分3R
○  ミノワマン vs.  イマニー・リー ×
1R 4:16 裸絞め
第2試合 フェザー級ワンマッチ（61kg契約） 5分3R
○  大沢ケンジ vs.  前田吉朗 ×
3R終了 判定2-1
第3試合 フェザー級ワンマッチ（64.5kg契約） 5分3R
○  宮田和幸 vs.  大塚隆史 ×
3R終了 判定2-1
第4試合 フェザー級ワンマッチ（63kg契約） 5分3R
○  西浦"ウィッキー"聡生 vs.  所英男 ×
1R 2:51 TKO（レフェリーストップ：右フック→パウンド）
第5試合 フェザー級ワンマッチ（60kg契約） 5分3R
○  山本"KID"徳郁 vs.  キコ・ロペス ×
1R 1:41 KO（右フック→パウンド）
第6試合 フェザー級ワンマッチ（65kg契約） 5分3R
○  高谷裕之 vs.  ヨアキム・ハンセン ×
1R 4:27 KO（右ストレート）
第7試合 ミドル級ワンマッチ（88kg契約） 5分3R
○  ハレック・グレイシー vs.  桜庭和志 ×
3R終了 判定3-0
第8試合 ウェルター級ワンマッチ（76.6kg契約） 5分3R
○  ニック・ディアス vs.  桜井"マッハ"速人 ×
1R 3:54 腕ひしぎ十字固め